# Combat de Tin Zaouatine (2010)
Pour les articles homonymes, voir Combat de Tin Zaouatine.
Le combat de Tin Zaouatine est une attaque terroriste lors de la crise du Sahel.

## Déroulement
Le 30 juin 2010, près de Tin Zaouatine, un convoi de la Gendarmerie nationale algérienne tombe dans une embuscade tendue par les jihadistes. 11 gendarmes sont tués selon le journal algérien El Watan, aucun communiqué n'est publié par les autorités algériennes. Le lendemain, l'attaque est revendiquée par Al-Qaïda au Maghreb islamique. Un vieux douanier algérien à la retraite est également fait prisonnier, il est exécuté le 23 ou 24 août,,.